# Acalypha medibracteata
Acalypha medibracteata é uma espécie de flor do gênero Acalypha, pertencente à família Euphorbiaceae.